# Steinweg 8 (Quedlinburg)

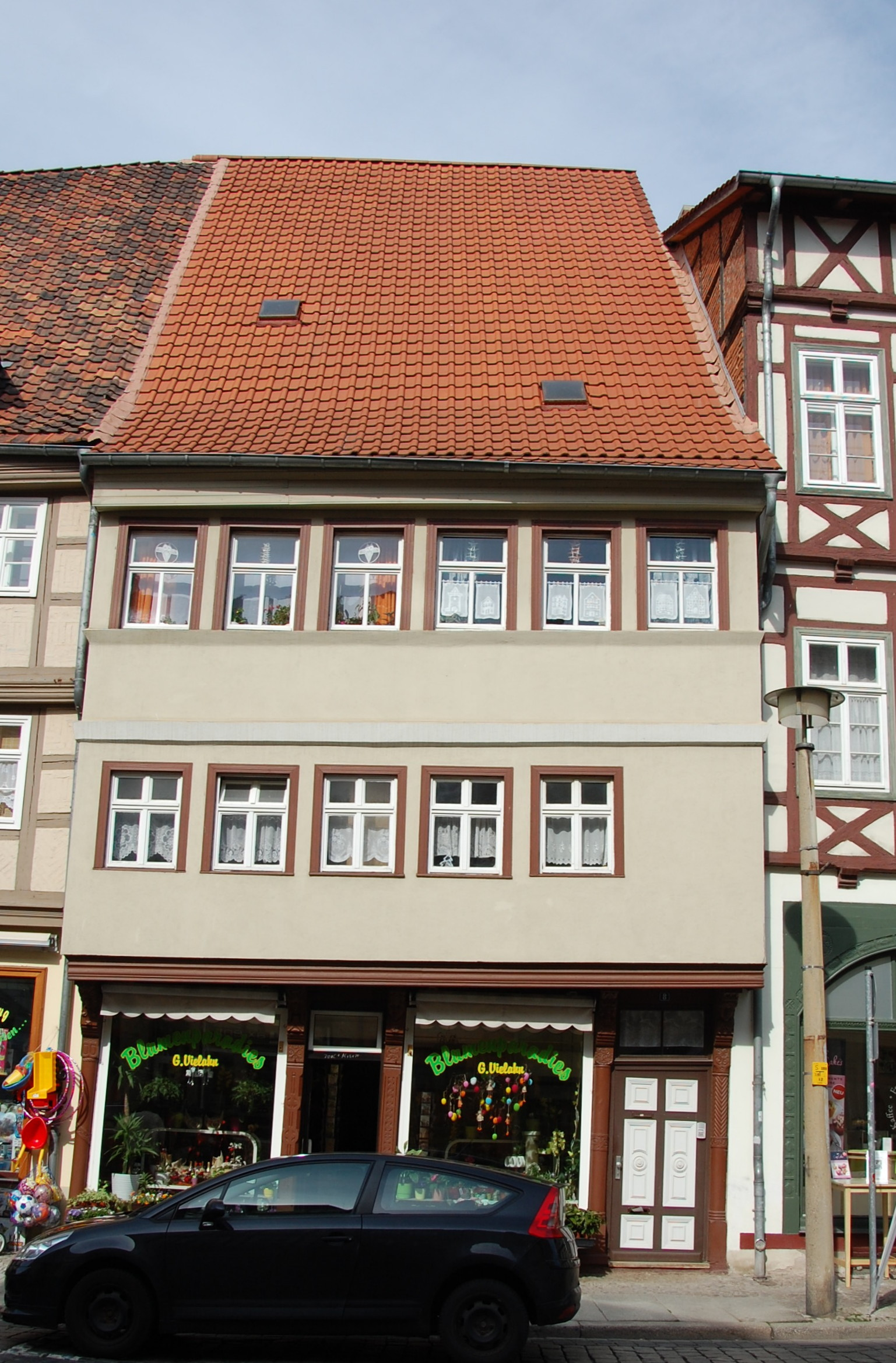
Haus Steinweg 8

Das Haus Steinweg 8 ist ein denkmalgeschütztes Gebäude in der Stadt Quedlinburg in Sachsen-Anhalt.

## Lage
Das im Quedlinburger Denkmalverzeichnis als Wohnhaus eingetragene Gebäude steht an der Nordseite des Steinwegs in der historischen Neustadt Quedlinburgs und gehört zum UNESCO-Weltkulturerbe. Westlich grenzt das gleichfalls denkmalgeschützte Haus Steinweg 7, östlich das Haus Weberstraße 1 an.

## Architektur und Geschichte
Das dreigeschossige verputzte Fachwerkhaus entstand in seinem Kern vermutlich in der Zeit um 1600. Die oberen Stockwerke kragen jeweils vor. Um 1800 wurde die Fassade des Gebäudes in ihre heutige Form umgebaut. Aus dieser Zeit stammt auch die Hauseingangstür. Etwa 1905 wurde in das Erdgeschoss ein Ladeneinbau im Jugendstil vorgenommen. Hierbei wurden üppig beschnitzte Säulen und figürlich gestaltete Knaggen eingesetzt. 